# Liste der Kulturdenkmäler in Nörtershausen
In der Liste der Kulturdenkmäler in Nörtershausen sind alle Kulturdenkmäler im Ortsteil Pfaffenheck der rheinland-pfälzischen Ortsgemeinde Nörtershausen aufgeführt. Im Kernort Nörtershausen sind keine Kulturdenkmäler ausgewiesen. Grundlage ist die Denkmalliste des Landes Rheinland-Pfalz (Stand:27. Oktober 2023).

## Einzeldenkmäler
| Bezeichnung | Lage                            | Baujahr                     | Beschreibung                                                | Bild |
| ----------- | ------------------------------- | --------------------------- | ----------------------------------------------------------- | ---- |
| Wohnhaus    | Pfaffenheck, Alkener Weg 6 Lage | Anfang des 19. Jahrhunderts | Fachwerkhaus, teilweise massiv, Anfang des 19. Jahrhunderts | BW   |